# Olophontosia calyptis
Olophontosia calyptis är en fjärilsart som beskrevs av Swinhoe 1892. Olophontosia calyptis ingår i släktet Olophontosia och familjen tandspinnare. Inga underarter finns listade i Catalogue of Life.